# Чинипас-де-Альмада
Чи́нипас-де-Альмада (исп. Chínipas de Almada) — малой город в Мексике, штат Чиуауа, входит в состав муниципалитета Чинипас и является его административным центром. Численность населения, по данным переписи 2010 года, составила 1934 человека.

## Общие сведения
Название было заимствовано у индейцев, проживавших в этом регионе.
31 декабря 1626 года священники Педро Хуан Кастини и Хулио Паскуаль прибыли в поселение племени Чинипас, называвших себя горояки. Эти священники были первыми евангелизаторами, прибывшими в регион. 1 февраля 1632 года они были принесены в жертву, а миссия уничтожена.
В 1676 году была основана миссия Санта-Инес-де-Чинипас, ниже по течению от поселения горояков.
6 марта 1865 года поселению был присвоен статус вилья.
17 июня 1976 года название поселения было изменено на Чинипас-де-Альмада.